# Purshia
Genre
Classification APG III (2009)
Purshia est un genre de plantes à fleurs de la famille des Rosacées.

## Liste d'espèces
Selon ITIS :
- Purshia ericifolia (Torr. ex Gray) Henrickson
- Purshia glandulosa Curran
- Purshia mexicana (D. Don) Henrickson
- Purshia pinkavae Schaack
- Purshia stansburiana (Torr.) Henrickson
- Purshia × subintegra (Kearney) Henrickson
- Purshia tridentata (Pursh) DC.